# ليونيل رو
ليونيل رو (بالفرنسية: Lionel Roux)‏ مواليد 12 أبريل 1973 في ليون، هو لاعب كرة مضرب فرنسي سابق بدأ مسيرته كمحترف سنة 1991 وكان يلعب باليد اليمنى، اعتزل اللعب في 2003. أعلى تصنيف له في الفردي كان المركز الـ 48 في سنة 1995.

## روابط خارجية
- ليونيل رو على موقع رابطة محترفي التنس (الإنجليزية)
- ليونيل رو على موقع الاتحاد الدولي لكرة المضرب (الإنجليزية)
- ليونيل رو على موقع كأس ديفيز (الإنجليزية)
- ليونيل رو على موقع خلاصة التنس.كوم (الإنجليزية)